# وزیرآباد (بکشلوچای)
وزیرآباد، روستایی است از توابع بخش مرکزی شهرستان ارومیه و در شهرستان ارومیه استان آذربایجان غربی ایران.

## جمعیت
این روستا در دهستان بکشلوچای قرار داشته و بر اساس سرشماری سال۱۳۹۵ جمعیت آن ۱۹۲ نفر (۲۸ خانوار)
بوده‌است.